# Kiowa Gordon
Kiowa Gordon, ameriški filmski igralec, *1990. Najbolj znan je kot Embry Call v drugem filmu serije Somrak, Mladi luni.

## Biografija

### Zgodnje in osebno življenje
Kiowa Gordon se je rodil leta 1990 v Arizoni, Združene države Amerike, odraščal pa v Kaliforniji in Utahu. Šolal se je na šolah Cactus Shadows High School in Cave Creek, Arizona. Ima korenine nativno ameriškega plemena, po imenu Hualapai. Je pripadnik iste cerkve, kot avtorica serije Somrak, Stephenie Meyer. Je sedmi izmed osmih otrok v njihovi družini. Njegova mama, Camille Nighthorse Gordon, pa je tudi igralka. Poleg igranja pa je Kiowa Gordon tudi vokalist.

### Kariera
Kiowa Gordon je s svojo igralsko kariero pričel letos v filmu Mlada luna, kjer je igral volkodlaka Embryja Call, najboljšega prijatelja Jacoba Blacka. Za avidicijo za Embryja pa je izvedel prek avtorice same, ki je nekega dne v cerkvi stopila do njega in mu rekla, da bi bil popolen za igranje enega izmed članov volkodlaškega tropa. Prijavil se je na avidcijo in eno izmed vlog tudi dobil. V filmu Somrak Embryja Calla igral Krys Hyatt.
Trenutno je končal s snemanjem filma Mrk, tretjega v seriji Somrak, ki pride v kinematografe leta 2010, leta 2011 pa ga bomo lahko videli v filmih Into the Darkness in Murder for Dummys.

## Filmografija
| Leto | Naslov            | Vloga      | Opombe          |
| 2009 | Mlada luna        | Embry Call |                 |
| 2010 | Mrk               | Embry Call | post-produkcija |
| 2011 | Into the Darkness | Brad       | post-produkcija |
| 2011 | Murder for Dummys | Andrew     | post-produkcija |